# Rena Mero
Rena Mero Lesnar (* 8. August 1967 in Jacksonville, Florida, als Rena Greek) ist eine US-amerikanische Schauspielerin, Fotomodel und ehemalige Profiwrestlerin, die auch unter ihrem Ringnamen Sable bekannt ist.

## Karriere
Nachdem sie mit zwölf Jahren ihren ersten Schönheitswettbewerb gewonnen hatte, arbeitete Mero als Model unter anderem für die Firmen L’Oréal, Pepsi und Guess.

### Wrestling
Als Sable kam sie 1996 in die World Wrestling Federation (heute WWE) und debütierte bei Wrestlemania 12 als Valet von Hunter Hearst Helmsley. Anschließend erfüllte sie diese Aufgabe für ihren Mann Marc, bis sie 1997 aufgrund einer Verletzung pausieren musste. 1998 kehrte sie zurück und war anschließend in eine Fehde mit ihrem Mann gegen Luna Vachon und Goldust involviert. Marc wandte sich gegen sie und so kam es zu einer Fehde zwischen Sable und Marcs neuer Managerin Jaqueline. Von dieser gewann sie im November 1998 den WWE Women’s Championship. Im April 1999 ließ sie sich für den Playboy ablichten und war das Covergirl der damaligen Ausgabe.

### Schauspielerei und Fernsehauftritte
Mitte 1999 verließ sie zusammen mit ihrem Mann die WWF und versuchte sich als Schauspielerin. In dieser Zeit hatte sie Gastauftritte in The Howard Stern Show und Late Night with Conan O’Brien. Auch in Fernsehserien wie Relic Hunter und First Wave war sie zu sehen und im Film Corky Romano spielte sie eine Türsteherin. Im August 2000 veröffentlichte sie ihre Autobiographie Undefeated. Neben der Biographie veröffentlichte sie auch das Comic-Buch The 10th Muse, in dem sie selbst als Superheldin dargestellt wird. Zwischen 2002 und 2003 trat in drei Filmen von Lloyd A. Simandl auf, zunächst in  Ariana’s Quest und danach in den softpornografischen Filmen Der Sklavenmarkt der jungen Mädchen und Slaves of the Realm.

### Wrestling-Rückkehr
Im April 2003 kehrte sie wieder in die WWF zurück, die mittlerweile in WWE umbenannt worden war. Dort kam es zunächst zu einer Fehde mit Torrie Wilson, der sich eine Fehde mit Stephanie McMahon – die wiederum Unterstützung von weiteren Mitgliedern der McMahon-Familie erhielt – anschloss. Im Team mit Wilson begann Sable eine Storyline gegen Stacy Keibler und Jackie Gayda. Nach Abschluss einer neuerlichen Fehde gegen Wilson verließ sie im August 2004 die WWE erneut, um sich mehr ihrer Familie zu widmen.

## Titel
- World Wrestling Federation

- 1× WWF Women’s Championship

## Privat
1986 heiratete sie Wayne Richardson. Aus dieser Ehe stammt ihre Tochter Mariah (* 1988). Im Jahr 1991 starb Richardson. 1993 traf sie den Profiwrestler Marc Mero, den sie im darauffolgenden Jahr heiratete. Das Paar wurde 2004 geschieden. Im Mai 2006 heiratete sie den Profiwrestler Brock Lesnar, mit dem sie zwei gemeinsame Söhne hat.

## Filmografie (Auswahl)
Mero hatte in folgenden Filmen, Fernsehserien und TV-Shows Auftritte:
- The Howard Stern Show
- Late Night with Conan O’Brien
- 1999: First Wave (Fernsehserie, Folge 02x01 Target 117)
- 2000: Relic Hunter (Fernsehserie, Folge 01x14 Der Fluch der Katzengöttin – Nine Lives)
- 2001: Corky Romano
- 2002: Breath (Musikvideo)
- 2002: Ariana’s Quest
- 2003:Der Sklavenmarkt der jungen Mädchen (The Final Victim)
- 2003 Slaves of the Realm (Alternativtitel Sins of the Realm)